# غملول
الغُملول  (باللاتينية: Acantholimon) جنس نباتي ينتمي إلى الفصيلة الرصاصية. يضم أنواعاً عديدة ينتشر عدد منها في الوطن العربي وخاصة بلاد الشام. موطن معظم هذه الأنواع من جنوب شرق أوروبا إلى آسيا الوسطى ومعظمها في تركيا.

## من أنواعهالواطنةفي الوطن العربي
- الغملول الأرميني (باللاتينية: Acantholimon armenum) في بلاد الشام وتركيا وأرمينيا
- الغملول الدمشقي (باللاتينية: Acantholimon damassanum) في بلاد الشام
- الغملول الساحر (باللاتينية: Acantholimon venustum) في بلاد الشام وتركيا
- الغملول الغوقسوني (باللاتينية: Acantholimon göksunicum) موطنه منطقة غوقسون في مرعش (الأقاليم السورية الشمالية جنوب تركيا)
- الغملول القلموني (باللاتينية: Acantholimon antilibanoticum) موطنه جبال القلمون في بلاد الشام
- الغملول القنفذي (باللاتينية: Acantholimon ulicinum) في بلاد الشام وتركيا
- الغملول القيقبي (باللاتينية: Acantholimon acerosum) في الشام
- غملول كوتشي (باللاتينية: Acantholimon kotschyi) في بلاد الشام وتركيا
- الغملول اللبناني (باللاتينية: Acantholimon libanoticum) موطنه جبال ساحل بلاد الشام الشمالي والأوسط
- الغملول متباعد الأزهار (باللاتينية: Acantholimon laxiflorum) في بلاد الشام وتركيا

## من أنواعه الأخرى
- الغملول الألبرتي (باللاتينية: Acantholimon albertii)
- الغملول التركي (باللاتينية: Acantholimon turcicum) في تركيا
- الغملول خماسي الفصوص (باللاتينية: Acantholimon quinquelobum) في تركيا وأرمينيا
- الغملول الدوغاني (باللاتينية: Acantholimon doganii) في تركيا
- الغملول الشوفاني (باللاتينية: Acantholimon avenaceum) في أرمينيا
- الغملول الصخري (باللاتينية: Acantholimon petraeum) في تركيا
- الغملول صغير الأزهار (باللاتينية: Acantholimon parviflorum) في تركيا
- الغملول القرنفلي (باللاتينية: Acantholimon caryophyllaceum) في تركيا
- الغملول القشري (باللاتينية: Acantholimon glumaceum) في تركيا وأرمينيا
- الغملول القيصري (باللاتينية: Acantholimon caesareum) في تركيا
- الغملول الكرماني (باللاتينية: Acantholimon karamanicum) في تركيا
- الغملول الكويجيغيزي (باللاتينية: Acantholimon köycegizicum) موطنه جنوب غرب تركيا
- الغملول متباين الأوراق (باللاتينية: Acantholimon diversifolium) في تركيا
- الغملول متعدد الأزهار (باللاتينية: Acantholimon multiflorum) في تركيا
- الغملول المرادي (باللاتينية: Acantholimon muradicum) في تركيا
- الغملول مقلوب الأوراق (باللاتينية: Acantholimon reflexifolium) في تركيا
- الغملول الهوهناكيري (باللاتينية: Acantholimon hohenackeri) في تركيا وأرمينيا